# Dominion de Sierra Leone
1961–1971
Entités précédentes :
- Colonie et Protectorat de la Sierra Leone

Entités suivantes :
- République de Sierra Leone

Le dominion de Sierra Leone est un État souverain dont la reine Élisabeth II est le chef d'État depuis son indépendance, le 27 avril 1961, jusqu'à la proclamation de la république de Sierra Leone, le 19 avril 1971.

## Histoire
Lorsque la domination britannique prend fin en avril 1961, la colonie de la Sierra Leone obtient son indépendance en vertu de la loi de 1961 sur l'indépendance de la Sierra Leone. Élisabeth II reste chef de l'État avec le titre de reine de Sierra Leone et est représentée dans le pays par un gouverneur général. La Sierra Leone partage ainsi son souverain avec le Royaume-Uni et d'autres pays appelés royaumes du Commonwealth, qui sont des États indépendants les uns des autres.
Élisabeth II visite la Sierra Leone du 25 novembre au 1er décembre 1961, peu après l'indépendance.
Le pays devient une république du Commonwealth lors de la promulgation de la Constitution de 1971, et le Premier ministre, Siaka Stevens, devient le premier président de Sierra Leone.

## Gouverneurs généraux
Six gouverneurs généraux de Sierra Leone se succèdent entre 1961 et 1971 :
1. Sir Maurice Henry Dorman (27 avril 1961 – 5 mai 1962) ;
2. Sir Henry Josiah Lightfoot Boston (en) (5 mai 1962 – 23 mars 1967) ;
3. Andrew Juxon-Smith (en) (27 mars 1967 – 18 avril 1968) ;
4. John Amadu Bangura (intérim, 19 – 22 avril 1968) ;
5. Banja Tejan-Sie (en) (22 avril 1968 – 31 mars 1971) ;
6. Christopher Okoro Cole (en) (intérim, 31 mars – 19 avril 1971).

## Premiers ministres
Durant cette période, la Sierra Leone connaît sept Premiers ministres différents (huit au total) :
1. Milton Margaï (27 avril 1961 – 30 avril 1964) ;
2. Albert Margai (30 avril 1964 – 17 mars 1967) ;
3. Siaka Stevens (premier mandat, 17 – 21 mars 1967) ;
4. David Lansana (21 – 24 mars 1967) ;
5. Ambrose Patrick Genda (de) (24 – 27 mars 1967)[a] ;
6. Andrew Juxon-Smith (en) (27 mars 1967 – 19 avril 1968)[a] ;
7. Patrick Conteh (de) (19 – 26 avril 1968)[b] ;
8. Siaka Stevens (second mandat, 26 avril 1968 – 19 avril 1971).